# У Тант
У Тант (Пантанау, 22. јануар 1909 — Њујорк, 25. новембар 1974) је био бурмански политичар и трећи по реду генерални секретар Уједињених нација, на служби од 1961. године до 1971. године. Рођен је 1909. године. Школовање је завршио у Рангуну, где је дошао до звања ректора на Универзитету у Рангуну. Затим је прешао на место министра информисања Бурме. Године 1957. је постао амбасадор Бурме у Уједињеним нацијама. На месту генералног секретара одслужио је два мандата.